# Blízká infračervená spektroskopie
Blízká infračervená spektroskopie (NIRS) je spektroskopická metoda, která zahrnuje blízkou infračervenou oblast z elektromagnetického spektra (tedy 800-2500 nm). Na rozdíl od střední infračervené spektroskopie dokáže NIRS proniknout mnohem hlouběji do vzorku. Nejedná se o příliš citlivou metodu, ale před jejím užitím není potřeba vzorek příliš upravovat. Její užití je široké a zahrnuje jak farmacii, tak medicínskou diagnostiku (krevní cukr, oximetrie), kontrolu potravin, agrochemii a dokonce i výzkum spalování. V medicíně lze ocenit malé rozměry spektrometru a jeho přenosnost a velmi se osvědčila například pro výzkum mozku novorozenců, kde PET či fMRI není ve všech zemích povolena.

## Historie

### Objev
V roce 1800 William Herschel zkoumal, jaká barva ve viditelném světle přináší teplo ze Slunce. K rozkladu světla použil skleněný optický hranol a teploměrem měřil teplotu každé z rozložených barev. Pozoroval lehké zvýšení teploty skrz spektrum, ale zdaleka nedosáhl teploty, kterou dodával přímý slunečný svit. Až když nechal omylem termometr při odchodu na oběd kousek vedle červené části spektra, tak po návratu nalezl výrazné zvýšení teploty. Tuto neviditelnou část spektra nazval infra red (infra z latiny) a protože sklo absorbuje střední infračervené světlo, jednalo se ve skutečnosti o blízké infračervené světlo (NIR - z angličtiny near-infrared). Jeho práce byla ale málo zpracována a rychle zapomenuta.

### Prvopočátky fotoakustické spektroskopie
Později v 19. století Abney a Festing roku 1881 změřili fotograficky NIR spektrum 700-1200nm. Dále byly pořízeny nějaké infračervené fotografie a zjištěna některá praktická využití. Například roku 1881 Alexander G.Bell využil NIR k ohřátí vzorku uvnitř vakuované buňky a se vzorkem umístil do buňky citlivý mikrofon k detekci ohřevu/rozpínání vzorku v době vystavení NIR spektru. Jednalo se o prvopočátek fotoakustické spektroskopie.
Okolo roku 1900 W.W.Coblentz použil krystal soli jako primitivní IR (infračervený) spektrometr. Sestavil ho z galvanometru připojeného k termočlánku a detekoval infračervené záření při určité vlnové délce. Poté i opustil pokoj k zajištění stabilních podmínek a pozoroval údaje na galvanometru teleskopem.

### První průmyslové aplikace
První průmyslové aplikace se objevily v 50. letech 20. století, kdy byly NIR spektrometry používány jako doplňky k dalším optickým přístrojům (spektrometrům) využívajících jiné vlnové délky (UV, viditelné světlo, střední IR).
Karl Norris z amerického oddělení pro zemědělství využil NIR pro zkoumání potravin, přičemž zkoumal například krev ve vejcích, nezralost melounů, proteiny, vlhkost či tvrdost mouky. Není proto divu, že první spektrometry využívající blízkou infračervenou spektroskopii vznikly v okolí potravinářských firem v Marylandu. Dickey-John vytvořily první komerční NIR filtrovací zařízení a Technicon 1.komerční skenovací zařízení.
V 80. letech byly vytvořeny první spektroskopy pro blízkou infračervenou spektroskopii, ale jejich aplikace byly pro chemickou analýzu. K většímu rozšíření došlo se zavedením vláknové optiky v polovině 80. let a vývojem monochromatických detektorů. V medicíně se začaly využívat jako zařízení pro monitoring pacientů, dále nalezly použití ve fyzice, fyziologii apod.

## Teorie
Při absorpci elektromagnetického záření podstupuje molekula 3 druhy energetických přechodů - elektronový, vibrační a rotační. Vibrační mód v nejjednodušším případě (2 atomová molekula) lze popsat harmonickým oscilátorem. Celá molekula se ale chová jako oscilátor anharmonický, neboť přispívají i součtové (kombinační) a vibrace s násobným vlnočtem (harmonické).
Spektroskopie blízké infračervené oblasti odpovídá molekulární absorpci svrchních tónů (700-1800 nm) a kombinačních pásů (1800-2700 nm). NIR absorpční pás vzniká, když NIR záření vibruje na téže frekvenci jako molekulární vazba ve vzorku.
Často dochází k překrývání pásů a proto NIRS čekala dlouho na praktické využití.

### Dělení blízké infračervené oblasti spektra
Blízký infračervený region zahrnuje vlnovou délku 650-2500 nm.
Bývá dělen ještě na další 2 části jako hluboký (daleký) červený region (deep/far red, 650-730 nm) a blízký infračervený region (730-2500nm). Toto dělení má smysl kvůli fyziologii lidského oka, která má 3 typy vizuálních fotoreceptorových kuželů, které mají různou spektrální odezvu - zelený, modrý a žlutý. Žlutý kužel končí na 730 nm a za touto vlnovou délkou již lidské oko nic nevidí.
Druhou možností dělení je dle použitých přístrojů. Jedná se potom o dělení na region 650-1100nm, kdy je používán detektor založený na lavinové diodě a 1100-2500 nm, kdy jsou používány detektory založené na olovnatých sulfidech.

## Využití
Mezi typické aplikace spektroskopie blízké infračervené oblasti patří potravinářský průmysl, farmacie, astronomická spektroskopie a zkoumání lidského těla.
Primární použití NIRS pro zkoumání lidského těla užívá faktu, že transmise a absorpce NIR světla v lidském těle vypovídá o informacích o změně koncentrace hemoglobinu. Pokud je nějaká určitá oblast mozku aktivována, lokalizovaný krevní objem v dané oblasti se rychle mění. Optické zobrazovací metody mohou měřit lokaci a aktivitu specifických regionů mozku neustálým monitorováním úrovně krevního hemoglobinu se současným určením optických absorpčních koeficientů.